# エフドキア・メクシロ
エフドキア・メクシロ（Yevdokiya Panteleyevna Mekshilo、ロシア語: Евдокия Пантелеевна Мекшило、1931年3月23日 - 2013年1月16日）は、ソビエト連邦オイロート自治州（現在のアルタイ共和国）ゴルノ＝アルタイスク出身のクロスカントリースキー選手。1960年代に活躍した。

## プロフィール
1950年代から国内で活躍、ソビエト連邦選手権ではリレーで通算7度（1954年、1955年、1957年、1961年、1962年、1965年、1966年） 優勝したが度々足の故障に悩まされ、国際試合へは1962年ノルディックスキー世界選手権に初めて出場、5kmで6位となった。
1964年、32歳にしてインスブルックオリンピック代表となり10km銀メダル、5km4位、リレーでは金メダルを獲得した。1966年ノルディックスキー世界選手権では5km、10kmともに4位。現役引退後はコーチとして後進の指導に当たった。
2013年1月16日、死去。81歳没。